# Halimocnemis villosa
Halimocnemis villosa är en amarantväxtart som beskrevs av Grigorij Silych Karelin och Ivan Petrovich Kirilov. Halimocnemis villosa ingår i släktet Halimocnemis och familjen amarantväxter. Inga underarter finns listade i Catalogue of Life.